# Aphanognathus laterotarsoides
Aphanognathus laterotarsoides là một loài bọ cánh cứng trong họ Lucanidae. Loài này được Oberthur & Houlbert mô tả khoa học năm 1915.